# Centerville (California)
Centerville es un lugar designado por el censo ubicado en el condado de Fresno en el estado estadounidense de California. En el año 2010 tenía una población de 392 habitantes.

## Geografía
Centerville se encuentra ubicado en las coordenadas 36°43′58″N 119°29′45″O / 36.73278, -119.49583.